# نخستین دوره جوایز بفتا
 نخستین دوره جوایز بفتا (به انگلیسی: 1st British Academy Film Awards) جوایز آکادمی فیلم بریتانیا، در ۲۹ ماه می سال ۱۹۴۹ در اودئون سینما، میدان لستر، در لندن برگزار شد.
آکادمی تمجید در سه رشته بهترین فیلم بریتانیا، بهترین فیلم انگلیسی یا خارجی و جایزه ویژه است

## جوایز و نامزدها
- بهترین فیلم بریتانیا مرد عجیب و غریب
- بهترین فیلم انگلیسی یا خارجی بهترین سال‌های زندگی ما
- جایزه ویژه  جهان غنی است